# Кэмерон, Аверил
Дама Аверил Миллисент Кэмерон (англ. Averil Millicent Cameron; род. 8 февраля 1940, Лик, Великобритания) — британский антиковед и медиевистка, видный специалист по истории и культуре Поздней античности и Византии. Доктор, эмерит-профессор Оксфорда, возглавляла оксфордский Кибл-колледж (1994—2010). Член Британской академии (1981). С 1978 по 1994 год профессор Королевского колледжа Лондона, преподавала там с 1965 года, стала там директором-основателем Центра эллинистических исследований. Президент Society for the Promotion of Byzantine Studies, экс-президент International Federation of Associations of Classical Studies. Являлась редактором Journal of Roman Studies (JRS).
Удостоилась почетных докторских степеней от четырёх университетов, всего шести почетных степеней.
Автор и редактор более двадцати книг, последняя вышедшая из-под её пера — Byzantine Christianity: A Very Brief History (SPCK, 2017).
В 2020 году Британская академия отметила заслуги учёной наградив её медалью Кеньона.
Дама-командор ордена Британской империи (2006; Командор, 1999).